# Eueides calathus
Eueides calathus är en fjärilsart som beskrevs av Hans Ferdinand Emil Julius Stichel 1909. Eueides calathus ingår i släktet Eueides och familjen praktfjärilar. Inga underarter finns listade i Catalogue of Life.